# Grenzschutzpolizei (Thailand)

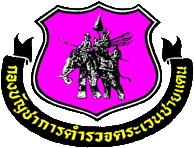
Logo der Grenzschutzpolizei

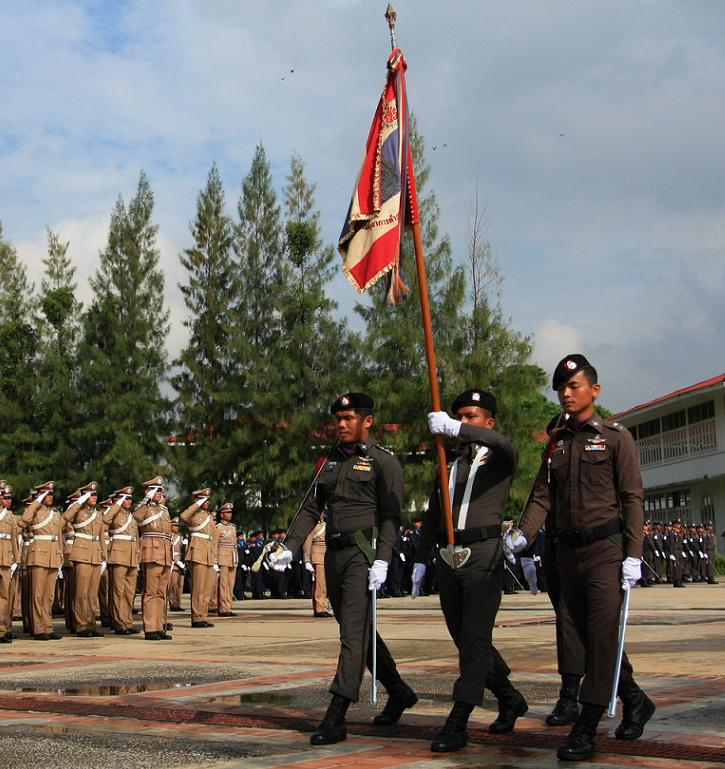
Flagge der Grenzschutzpolizei

Die Thailändische Grenzschutzpolizei (thailändisch ตำรวจตระเวนชายแดน, englisch Border Patrol Police, BPP) ist eine paramilitärische Polizeieinheit, die mit der Sicherung der Landesgrenze und der Aufstandsbekämpfung betraut ist.

## Geschichte
Die Geschichte der späteren Grenzschutzpolizei begann 1948, als der US-Geheimdienst CIA in Thailand eine Separatarmee unter der Führung von General Phao Siyanon aufbaute. Aus US-amerikanischer Sicht sollte Thailand eine Frontstellung im beginnenden Kalten Krieg einnehmen. Angesichts der Machtübernahme der Kommunisten in China wurde die BPP dazu ausgebildet, verdeckt die Kuomintang in ihrem Krieg an der chinesisch-birmanischen Grenze zu unterstützen. Die BPP profitierte während der 1950er Jahre massiv von amerikanischer Militärhilfe.
König Bhumibol Adulyadej entwickelte ein besonderes Verhältnis zur Grenzschutzpolizei, die aufgrund der CIA-Unterstützung besser ausgebildet und ausgerüstet war als die reguläre Armee und deren Basis „Camp Naresuan“ sich zudem unweit des königlichen Palastes in Hua Hin befindet. Er besuchte regelmäßig die Kaserne der BPP, um seine Schießkünste zu üben. Als die Grenzschutzpolizei im ganzen Land Freiwilligenverbände, die sogenannten  „Dorfpfadfinder“ einrichtete, wurde König Bhumibol deren Schirmherr. Diese  wurden auf landesweit 120.000 Freiwillige erweitert. Außer der Kontrolle der 600 km langen Grenze zu Birma und Laos, hatte die BPP auch die Aufgabe, durch die Einrichtung von Schulen und Gesundheitsversorgung die Loyalität der in der Grenzregion lebenden Bergvölker zu Thailand zu stärken.
Die Grenzschutzpolizei spielte eine zentrale Rolle bei der gewaltsamen Bekämpfung des Kommunismus in Thailand. Die Aufstandsbekämpfungseinheiten der Grenzschutzpolizei wurden am 5. Oktober 1976 per Hubschrauber nach Bangkok eingeflogen. Dort umstellten sie, gemeinsam mit der örtlichen Polizei, Freiwilligen der Village Scouts und ultrarechten Roten Büffeln das Gelände der Thammasat-Universität, das von demonstrierenden Studenten besetzt war. Bei der Erstürmung des Universitätscampus am Morgen des 6. Oktober und dem Massaker, das nach offiziellen Zahlen 46 Todesopfer forderte, agierten die Truppen der BPP an vorderster Front.